# Defekte Demokratie
Als defekte Demokratie werden in der vergleichenden Politikwissenschaft politische Systeme bezeichnet, in denen zwar demokratische Wahlen stattfinden, die jedoch gemessen an den normativen Grundlagen liberaler Demokratien (Teilhaberechte, Freiheitsrechte, Gewaltenkontrolle etc.) verschiedene Defekte aufweisen. Dabei handelt es sich meist um politische Systeme, die im Zuge der dritten Demokratisierungswelle entstanden sind.
Ob eine defekte Demokratie überhaupt noch als „Demokratie“ bezeichnet werden darf, ist umstritten. Einigen gilt sie aufgrund ihrer eklatanten Mängel nicht mehr als Demokratie, sondern als Autokratie, oder zumindest als typisches Hybridregime (auf einer Demokratieskala zwischen Demokratie und Autokratie liegend).
Defekte Demokratien sind abzugrenzen von Scheindemokratien, die definitiv keine Demokratien mehr sind, z. B. weil ihre Wahlen nur Scheinwahlen sind.

## Entstehung des Konzepts
Das Konzept der „defekten Demokratien“ wurde Anfang des 21. Jahrhunderts von den Politikwissenschaftlern Wolfgang Merkel, Hans-Jürgen Puhle und Aurel Croissant entwickelt. 
Ziel war es zum einen, die bisher in der Politikwissenschaft gängige Unterscheidung zwischen totalitären, autoritären und demokratischen Systemen zu verfeinern. Insbesondere die in der Transformation befindlichen Länder des ehemaligen Ostblocks passten in keine der bisherigen Kategorien, da sie einerseits noch nicht alle Standards der rechtsstaatlich-liberalen Demokratie erfüllten, andererseits aber nicht mehr als totalitär bzw. autoritär einzustufen waren.
Zum anderen sollte die empirische Analyse und Vergleichbarkeit von Regierungssystemen gestärkt werden, indem Defekte in Bezug auf die Demokratisierung quantitativ bewertet werden können. Auf Grundlage eines solchen analytischen Konzepts ließen sich ferner Demokratisierungs- bzw. Entdemokratisierungsprozesse einzelner Staaten messen und Indizes („Rankings“) bilden.

## Definition
Die Theorie der defekten Demokratie baut auf dem ebenfalls von Wolfgang Merkel entwickelte Modell der embedded democracy („eingebetteten Demokratie“) auf. 
Demokratie ist das Zusammenspiel von fünf Teilregimen, so das Modell. Anschließend können politische Systeme beschrieben werden, die in einigen dieser Regime demokratisch sind, in anderen aber Defekte haben. So wird die Lücke zwischen Demokratie und Autokratie geschlossen.
Ein Herrschaftssystem, das als stabil funktionierende Demokratie bezeichnet werden soll, braucht:
- ein Wahlregime
- politische Partizipationsrechte
- bürgerliche Freiheitsrechte
- horizontale Gewaltenkontrolle
- die Garantie, dass die effektive Regierungsgewalt den demokratischen Repräsentanten obliegt.

Nach der vielzitierten Definition von Wolfgang Merkel, Hans-Jürgen Puhle, Aurel Croissant et al. sind defekte Demokratien „Herrschaftssysteme, die sich durch das Vorhandensein eines weitgehend funktionierenden demokratischen Wahlregimes zur Regelung des Herrschaftszugangs auszeichnen, aber durch Störungen in der Funktionslogik eines oder mehrerer der übrigen Teilregime die komplementären Stützen verlieren, die in einer funktionierenden Demokratie zur Sicherung von Freiheit, Gleichheit und Kontrolle unabdingbar sind.“
Merkel, Puhle, Croissant et al. unterscheiden folgende Typen defekter Demokratien:
| Typ                   | Beschädigtes Teilregime                     | mögliche Gründe                                                   | Beispiele (2004) |
| --------------------- | ------------------------------------------- | ----------------------------------------------------------------- | --- |
| Exklusive Demokratie  | Wahlregime, politische Partizipationsrechte | Zensuswahlrecht, fehlendes Frauenwahlrecht                        | Brasilien, Guatemala, Lettland, Thailand |
| Illiberale Demokratie | bürgerliche Freiheitsrechte                 | permanentes Kriegsrecht, fehlender Schutz ethnischer Minderheiten | Albanien, Bangladesch, Brasilien, Bolivien, Guatemala, El Salvador, Honduras, Mazedonien, Mexiko, Moldawien, Nepal, Nicaragua, Panama, Paraguay, Peru, Philippinen, Russland, Thailand, Ukraine |
| Delegative Demokratie | horizontale Gewaltenkontrolle               | Gesetzgebung per Dekret, Kontrolle der Exekutive über die Justiz  | Argentinien, Südkorea |
| Enklavendemokratie    | effektive Regierungsgewalt                  | dem Militär reservierte Politikfelder                             | Chile, Ecuador, Indonesien |

## Empirische Analyse defekter Demokratien
Als Indikatoren für defekte Demokratien eignen sich laut Croissant 8 der insgesamt 17 Kriterien des Bertelsmann Transformation Index. Die Kriterien lassen sich folgendermaßen den Teilregimen der embedded democracy zuordnen:
- Wahlregime
  - 2.1 Free Elections
- politische Partizipation
  - 2.3 Association / Assembly Rights
  - 2.4 Freedom of expression
- bürgerliche Freiheitsrechte
  - 3.2 Independent judiciary
  - 3.4 Civil rights ensured
- horizontale Verantwortlichkeit
  - 3.1 Separation of Powers
  - 3.2 Abuse of office prosecuted
- effektive Regierungsgewalt
  - 2.2 Democratic Rule

## Kritik
Das Konzept der defekten Demokratie ist in der Politikwissenschaft umstritten.
- Einige Kritiker bemängeln, der Demokratiebegriff werde zu weit gedehnt. Selbst Länder mit autoritären Zügen könnten danach noch als defekt demokratisch bezeichnet werden. Weiterhin könne man von einem Kernkonzept („root concept“ nach Sartori) keine Subtypen ableiten, die genau diesen dargelegten Kernprinzipien widersprechen. Wenn Merkel die freie und faire Wahl als Kernprinzip der Demokratie ansehe, so sei ein Land ohne freie und faire Wahl eben nicht als Demokratie, auch nicht als „defekte“, einzustufen.
- Andere meinen, der Demokratiebegriff werde zu sehr eingeengt. Weil es neben den westlichen Ländern kaum Staaten mit vollständig funktionierenden Demokratien gäbe, müssten fast alle Demokratien als „defekt“ eingestuft werden (vgl. Krennerich 2005).
- Weitere Kritik betrifft die Methodik:

1. Zum einen die reine Verwendung von Deduktion bei der Erarbeitung der „eingebetteten Demokratie“: Man könne unmöglich ein so entstandenes, rein „westliches“ Demokratiekonzept etwa auf asiatische Fälle anwenden.
2. Zum anderen die Bildung von Subtypen (also Idealtypen). So sei die Ausleuchtung der demokratischen Grauzone nicht adäquat möglich. Man dürfe solche Grauzonenregime nicht von den Polen Demokratie oder Autokratie her verstehen. Sie bildeten vielmehr eigene Formen, die als hybride Regime bezeichnet werden und deren Merkmale dementsprechend nur durch Induktion zu erschließen sind.